# Vanha kauppahalli

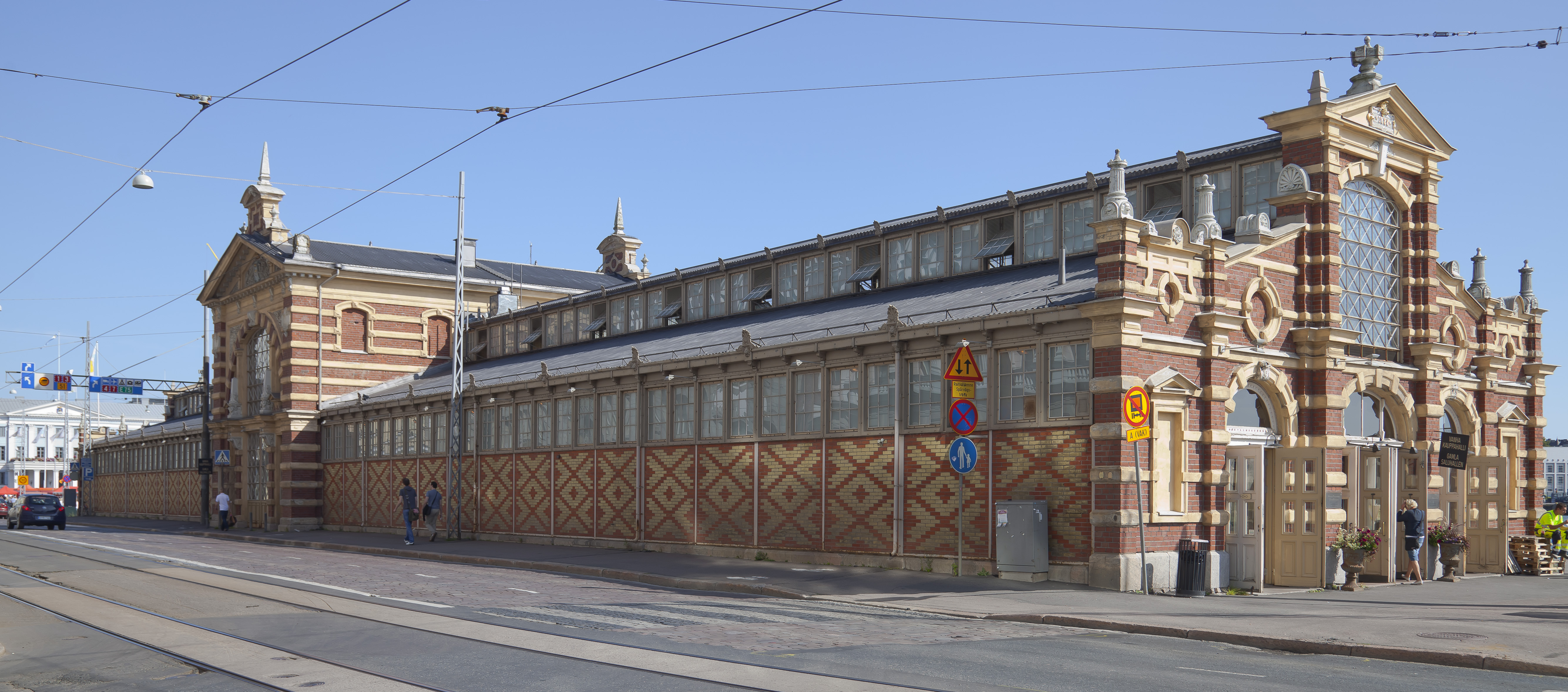
Vanha kauppahalli (2012)

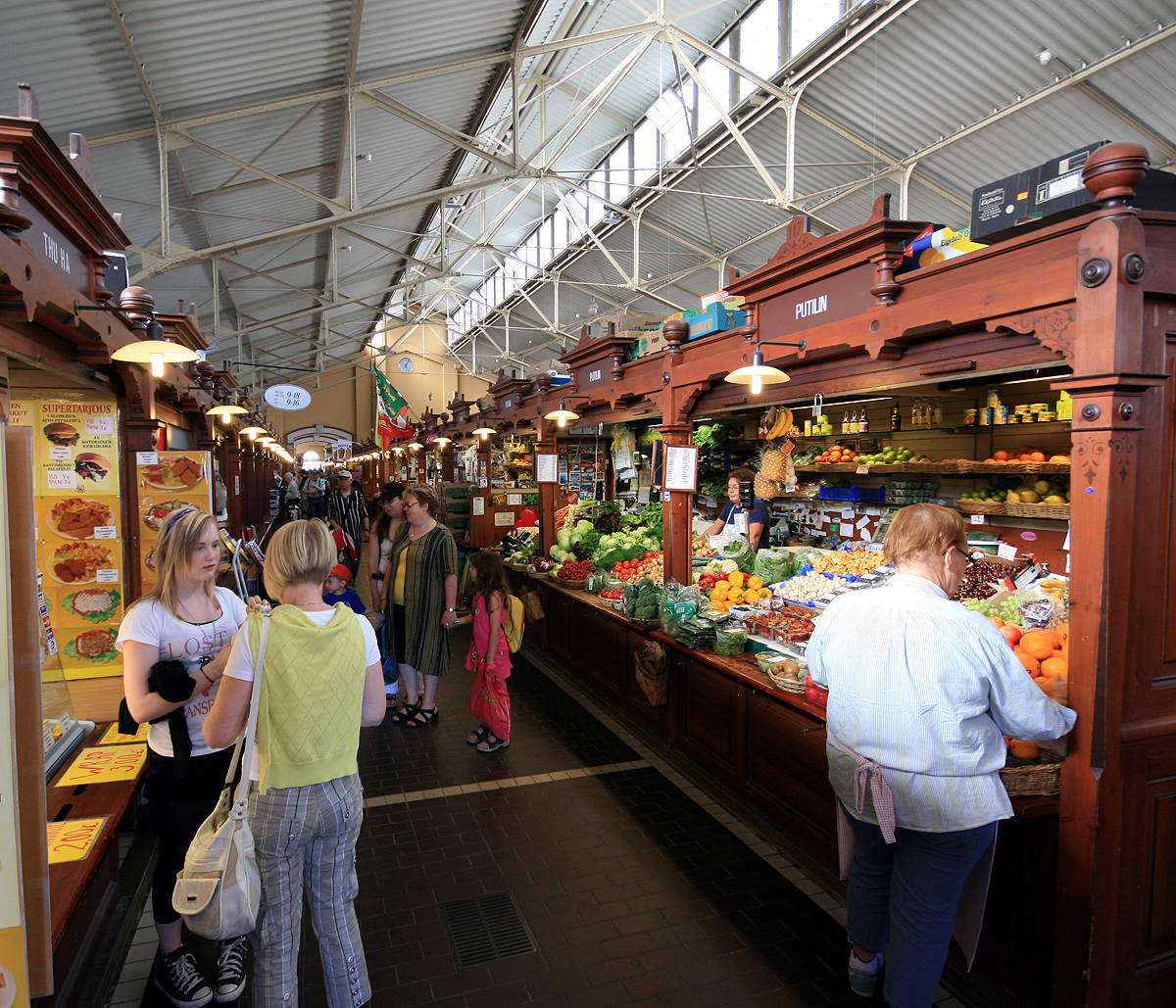
Innenansicht

Die Vanha kauppahalli (schwedisch Gamla Saluhallen, deutsch Alte Markthalle) ist die erste und älteste Markt- und Kaufhalle von Helsinki. 
Die Vanha kauppahalli wurde im Jahr 1888 eröffnet. Das Gebäude wurde von Gustaf Nyström konzipiert. Heute ist die Halle auch eine beliebte Touristenattraktion. Die Markthalle enthält Verkaufsstände von rund 120 Einzelhändlern. Gemäß der Satzung dürfen Fleischprodukte, Eier, Butter, Käse und Gemüseprodukte verkauft werden. Zur Jahrhundertwende wurde auch ein Teil des Fischhandels in die Halle übertragen. Seit 1984 gibt es auch Bistro- und Restaurantbetriebe in der Markthalle. Die Vanha kauppahalli steht unter Denkmalschutz. Von 1998 bis 1999 wurde das Gebäude komplett renoviert.